# Don Dixon
Don Dixon (Easton, 3 giugno 1951) è un pittore e illustratore statunitense d'arte spaziale.
Ha partecipato a esposizioni di pittura e convention di fantascienza in Germania, Norvegia e gli Stati Uniti. La sua opera si caratterizza da una luminosità soave, secondo il suo collega Ron Miller.

## Biografia
Figlio unico di Donald Dixon, un militare statunitense di origini irlandesi, e di Filomena Buscemi, di ascendenza siciliana, entrambi originari diEaston in Pennsylvania. Suo padre morì in Francia in un incidente stradale pochi mesi dopo la nascita del figlio; Don venne cresciuto dalla madre vedova dapprima a Easton, poi in Ontario (Canada) e infine in California.
Nella sua infanzia mostrò un grande interesse per l'astronomia e grandi capacità artistiche. A diciotto anni si iscrisse all'Berkeley per studiare fisica e all'inizio degli anni 1970 ha dato inizio alla sua carriera artistica, ricevendo l'incarico di creare illustrazioni per le missioni spaziali della NASA.
È cofondatore dell'Associazione Internazionale degli Artisti Astronomici. Vive a Long Beach (California).